# Diego Jardel Koester
Diego Jardel Koester (* 26. Dezember 1989 in Águas Mornas) ist ein brasilianischer Fußballspieler. Der Linksfuß wird vorwiegend im offensiven Mittelfeld eingesetzt.

## Karriere
Diego Jardel erhielt seine fußballerische Ausbildung beim Figueirense FC und Camboriú FC. Vom zweiten wurde der Spieler noch in seiner Jugendzeit 2008 nach Portugal ausgeliehen. Hier war seine erste Station der Nachwuchsbereich des União Leiria. Bereits ein Jahr später wechselte er auf Leihbasis weiter zum FC Arouca. Mit dem Klub wurde er am Ende der Saison Meister der dritten Liga. Den Aufstieg in die zweite Liga machte Jardel nicht mit, er verblieb in der dritten Liga als Leihgabe beim FC Vizela.
Die Leihe endete nach der Saison und Diego Jardel kehrte 2011 nach Brasilien zurück. Hier wurde der Spieler direkt wieder ausgeliehen. Er kam zum CN Marcílio Dias. Nach einer weiteren Zwischenstadion nahm ihn 2013 der Avaí FC unter Vertrag. Sein erstes Ligaspiel in Brasilien betritt er mit dem Klub am 8. Mai 2013 gegen den América Mineiro in der Série B. Sein erstes Tor in der Liga gelang ihm im Spiel gegen CA Bragantino am 7. August 2013 in der 36. Minute zum 1:1 Entstand. Mit Avaí wurde er in der Saison 2014 Tabellenvierter in der Série B. Dieser Platz qualifizierte zum Aufstieg in die Série A. Jardel wurde aber für die Saison 2015 an den Botafogo FR ausgeliehen, welcher für das Jahr in der Série B abgestiegen war. Bei dem Klub bestritt er 34 Spiele und erzielte vier Tore. Am Saisonende konnte Jardel die Meisterschaft in der Série B feiern. Wieder machte er den Aufstieg in die Série A nicht mit, weil er zu Avaì zurückkehren musste, welcher 2016 wieder zweitklassig spielte.
Zur Saison 2017 schaffte Avaí den Aufstieg in die Série A. Zum Start des Jahres kam Jardel in der Staatsmeisterschaft von Santa Catarina und anderen Wettbewerben noch zu 16 Einsätzen, in denen er ein Tor erzielte. Am 19. Juni 2017 wurde bekannt, dass der Spieler voraussichtlich zu Al-Arabi (Katar) wechseln wird. Am 5. Juli 2017 wurde der Wechsel durch den Präsidenten von Avaí bestätigt. Zur Spielzeit 2019/20 wechselte Jardel in die VAE zum al-Dhafra, um mit diesem in der UAE Arabian Gulf League anzutreten.
Im Oktober 2020 kehrte Jardel in seine Heimat. Hier unterzeichnete er einen Vertrag bis zum Ende der Série B 2020 beim Cuiabá EC. Zum Jahreswechsel wurde sein Vertrag im gegenseitigen Einvernehmen aufgelöst, damit er in die VAE zurückkehren konnte. Dort unterschrieb er beim Adschman Club. Mit nur sieben Spielen im Gepäck kehrte er im Januar 2022 nach Brasilien zurück. Hier unterschrieb er beim Brusque FC einen Kontrakt bis zum Ende der Staatsmeisterschaft von Santa Catarina. Der Vertrag enthielt die Option auf eine Verlängerung. Die Option wurde nicht wahrgenommen und Jardel ging zum Londrina EC. In der Série B 2023 konnte nur der 19. Platz belegt werden und der Klub musste absteigen. Jardel bestritt dabei 15 von 38 möglichen Spielen und erzielte ein Tor. Zur Saison 2024 verließ der Spieler den Klub und tingelt seitdem durch unterklassige Klubs.

## Erfolge
Arouca
- Meister 3. Liga Portugal: 2009/10

Botafogo
- Taça Guanabara: 2015
- Série B: 2015

Brusque
- Staatsmeisterschaft von Santa Catarina: 2022